# Lee Ungno
Lee Ungno (koreanisch 이응노) (* 12. Januar 1904 in Hongbuk-eup, Landkreis Hongseong-gun, Provinz Chungcheongnam-do, Korea; † 10. Januar 1989 in Paris) war ein südkoreanischer Maler.

## Schreibweise seines Namens
In Korea sind zwei Schreibweisen seines Namens bekannt, 이응노 und 이응로, die sich lediglich in der Endsilbe seines Vornamens unterscheiden „no“ oder „ro“. In den westlichen Ländern wurden unterschiedliche Transliterationen seines Namens verwendet. Neben der in diesem Artikel verwendeten Transliterationen, sind noch weitere, wie Lee Ung-no, Lee Go-Am Ungno, Yi Ung-no, Yi Ŭng-no und Yi Eungro bekannt.
1933 erhielt er von Jeong Byongjo seinen Künstlernamen Goam, den er aber nur Zeitweise verwendete.

## Leben und Wirken
Lee Ungno wurde am 12. Januar 1904 in Hongbuk-myeon (홍북면) des Landkreises Hongseong-gun (홍성군) in der Provinz Chungcheongnam-do (충청남도) geboren. Mit sechs Jahre begann mit dem Besuch der Grundschule seine Schulzeit und mit 16 Jahren erlernte er von seinem Lehrer, dem Kalligrafen Yomjae Song Taehoi (욤재송태호이), die Grundlagen der Malerei mit schwarzer Tusche. 1922 zog er nach Seoul, um bei dem Kalligrafen Kim Gyujin (김규진) die traditionelle Bambusmalerei zu erlernen und bekam 1924 auf der Joseon Art Exhibition den dritten Preis für sein Werk eines blauen Bambus.
1928 zog er nach Jeonju (전주시) und eröffnete dort ein Geschäft für Reklameschilder, was ihm ein regelmäßiges Einkommen sicherte. 1935 verlegte er zusammen mit seiner Familie seinen Wohnsitz nach Tokio, wo er eine Zeitungsagentur gründete. In Tokio besuchte er die Kawabata Art School um orientalische Malerei zu studieren, anschließend das Hongo Painting Research Center, in dem er sich der westlichen Malerei näherte und zum Schluss seiner Studienzeit in Japan lernte er noch im Deuko Painting Studio beim Meister Matsubayashi Keigetsu (松林 桂月). Während seiner Zeit in Japan gewann er zwei Preise und hatte seine erste Solo-Ausstellung in der Hwashin Gallery in Seoul.
1945 ging Lee Ungno zurück nach Korea, eröffnete in Seoul das Goam Art Studio und übernahm 1948 eine Professur am College of Fine Art an der Hongik University. Nach dem Endes des Koreakriegs nahm er eine Professur am Department of Oriental Painting des Sorabol Art College an, veröffentlichte 1956 sein Buch mit dem Titel Appreciation and Techniques of the Oriental Painting und hatte Werke in Ausstellungen in New York und Seoul.
Im Dezember 1958 zog er nach Frankreich um, hatte einige Ausstellungen in Deutschland, wie im Kunstmuseum Bonn, eine in Frankfurt und zwei in Köln und verlegte seinen Wohnsitz im Januar 1960 endgültig nach Paris. Seit dieser Zeit wurde er von der Galerie Paul Facchetti vertreten. Im Jahr 1963 wurden seine Werke in der Eröffnungsausstellung der Galerie Margarete Lauter Mannheim in Kooperation mit Paul Facchetti ausgestellt und wurden danach mehrfach präsentiert. Von dort aus nahm er an verschiedenen Ausstellungen in Frankreich, Deutschland, Dänemark, Schweiz, Italien, Belgien, Großbritannien, Südkorea, Japan, USA und in São Paulo in Brasilien, teil, einige davon als Solo-Ausstellungen. 1964 gründete er die L’Académie de Peinture Orientale de Paris zusammen mit 14 französischen Sponsoren und gab weitere Bücher heraus.
1967 war Lee in eine Spionageaffäre verwickelt, als er nach Ost-Berlin gereist war, um über nordkoreanische Kontakte dort etwas über seinen während des Koreakriegs in Nordkorea verschollenen Sohn herausfinden zu können. Der südkoreanische Geheimdienst beschuldigte ihn seinerzeit der Kollaboration mit Nordkorea und hielt ihn nach der Einreise in Südkorea von 1967 bis 1969 im Gefängnis fest. Während dieser Zeit entstanden rund 300 Bilder, gemalt mit Sojasauce, Sojabohnenpaste und klebrigen Reiskörnern.
Am 10. Januar 1989 verstarb Lee Ungno in Folge eines Herzinfarktes in Paris, wo er auf dem Friedhof Père-Lachaise beerdigt wurde.

## Ungno Lee Museum of Art
Ihm zu Ehren wurde im Jahr 2007 in Daejeon (대전광역시), in der Nähe des Daejeon Museum of Art, das Ungno Lee Museum of Art errichtet und am 7. Mai 2017 eröffnet. Es wurde von dem französischen Architekten Laurent Beaudouin entworfen, besitzt vier Hallen und würdigt in ihnen Lees Schaffenszeit, von seinen frühen Tagen bis zum Ende seiner Zeit in Paris. 2012 wurde ihm zu Ehren die Daejeon Goam Art and Culture Foundation gegründet.